# Ham (Bressay)

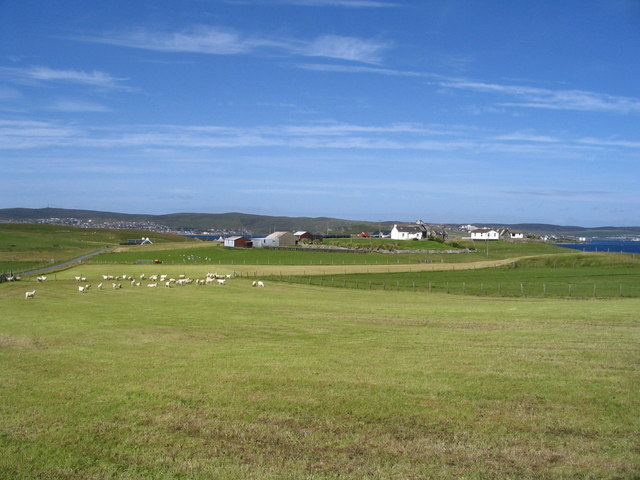
Blick von Osten auf Ham

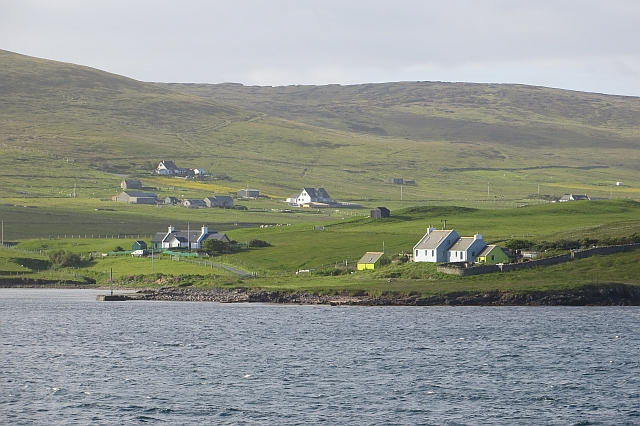
Blick von Westen auf Ham

Ham ist eine Ortschaft, die im Südosten der zu Schottland zählenden Shetlands liegt.

## Geographie
Ham liegt im Westen der Insel Bressay, östlich der Bucht Bight of Ham, in die, am Taing of Ham, der Bach Burn of Ham mündet. Überragt wird der Ort im Südosten vom 227 Meter hohen Ward of Bressay.
Nach Lerwick, gelegen auf der anderen Seite des Bressay Sounds, sind es zwei Kilometer nach Nordwesten. Die nächsten Ortschaften auf Bressay sind Glebe im Norden und Kirkabister im Süden.

## Historisches
Im Rahmen der historischen Gliederung Schottlands in Civil Parishes zählt Ham zu Bressay.